# Stanton Prior
Stanton Prior – wieś w Anglii, w hrabstwie ceremonialnym Somerset, w dystrykcie (unitary authority) Bath and North East Somerset. Leży 13 km na południowy wschód od miasta Bristol i 163 km na zachód od Londynu.